# Jared Y. Sanders junior
Jared Young Sanders Jr. (* 20. April 1892 in Franklin, St. Mary Parish, Louisiana; † 29. November 1960 in Baton Rouge, Louisiana) war ein US-amerikanischer Politiker. Zwischen 1934 und 1937 sowie nochmals von 1941 bis 1943 vertrat er den Bundesstaat Louisiana im US-Repräsentantenhaus.

## Werdegang
Jared Sanders war ein Sohn des gleichnamigen vormaligen Kongressabgeordneten und Gouverneurs Jared Y. Sanders Er besuchte die öffentlichen Schulen seiner Heimat und danach die Dixon Academy in Covington. Anschließend studierte er an der Washington and Lee University in Lexington (Virginia). Daran schloss sich bis 1912 ein Studium an der Louisiana State University an. Nach einem Jurastudium an der Tulane University in New Orleans und seiner im Jahr 1914  erfolgten Zulassung als Rechtsanwalt begann er in Baton Rouge in seinem neuen Beruf zu arbeiten. Während des Ersten Weltkrieges diente Sanders zwischen 1917 und 1919 als Hauptmann in einer Infanterieeinheit der US Army.
Politisch war Sanders Mitglied der Demokratischen Partei. Zwischen 1928 und 1932 saß er als Abgeordneter im Repräsentantenhaus von Louisiana. Im Jahr 1932 wurde er in den Staatssenat gewählt. Nach dem Tod des Kongressabgeordneten Bolivar E. Kemp wurde Sanders bei der fälligen Nachwahl für den sechsten Sitz von Louisiana als dessen Nachfolger in das US-Repräsentantenhaus in Washington, D.C. gewählt, wo er am 1. Mai 1934 sein neues Mandat antrat. Diese Wahl war von politischen Turbulenzen überschattet, weil Gouverneur Oscar K. Allen die Witwe des verstorbenen Abgeordneten, Lallie Kemp, zu dessen Nachfolgerin im Kongress ernennen wollte. Schließlich ordnete der Kongress Neuwahlen an, die Sanders gewann. Nach einer Wiederwahl konnte er bis zum 3. Januar 1937 im Kongress verbleiben. In dieser Zeit wurden dort weitere New-Deal-Gesetze der Bundesregierung unter Präsident Franklin D. Roosevelt verabschiedet.
Nachdem er für die Wahlen des Jahres 1936 von seiner Partei nicht mehr nominiert worden war, arbeitete Sanders in den folgenden Jahren wieder als Anwalt. In den Jahren 1940 und 1944 war er Delegierter zu den jeweiligen Democratic National Conventions. Bei den Kongresswahlen des Jahres 1940 wurde Jared Sanders dann noch einmal in den Kongress gewählt. Dort löste er am 3. Januar 1941 John K. Griffith ab, der 1937 sein Nachfolger geworden war. Bis zum 3. Januar 1943 konnte er eine weitere Legislaturperiode im US-Repräsentantenhaus verbringen, die von den Ereignissen des Zweiten Weltkrieges geprägt war. Im Jahr 1942 wurde er nicht zur Wiederwahl nominiert.
Nach dem Ende seiner Zeit im US-Repräsentantenhaus arbeitete Sanders wieder als Anwalt. Außerdem engagierte er sich im Bankgewerbe. Er starb am 29. November 1960 in Baton Rouge.